# Jaroslav Vrchlický
Jaroslav Vrchlický (Louny, 17 de Fevereiro de 1853 — Domažlice, 9 de Setembro de 1912), pseudónimo de Emil Frida (grafado em checo Emil Bohuš Frída), foi um poeta, tradutor, crítico literário e editor checo. Considerado um dos maiores expoentes da poesia lírica em língua checa, escreveu poesia épica, peças para teatro, prosa e ensaios literários. Poliglota, dedicou-se à tradução, introduzindo na literatura checa as obras de autores como Dante Alighieri, Johann Wolfgang von Goethe, Percy Bysshe Shelley, Charles Baudelaire, Edgar Allan Poe e Walt Whitman.

## Biografia
Depois de estudar em colégios de Slaný, Praga e Klatovy, ingressou no Seminário de Praga. Pouco depois abandonou os estudos religiosos e dedicou-se ao estudo da literatura. Neste período conheceu Ernest Denis, influência importante na sua formação e primeira ligação à língua e cultura francesas.
Terminado o curso, em 1875 viajou pela Itália, onde se empregou em Merano como tutor em casa do conde de Montecuccoli-Laderchi, e passou um ano rico em termos da sua formação artística. 
No arranque da sua carreira académica foi determinante o seu encontro com a mulher de letras Sofie Podlipská (1833-1897), que viu nele um génio e com cuja filha casou. Foi professor na Universidade Carolina de Praga (Univerzita Karlova v Praze), onde ensinou literatura comparada. No seu labor académico dedicou-se sobretudo à crítica literária, aos estudos de literatura comparada e à tradução para a língua checa de autores alemães, ingleses, franceses e italianos, entre os quais Victor Hugo, Dante Alighieri, Giacomo Leopardi, Ariosto, Friedrich Schiller, Alfred de Vigny e Annie Vivanti. Terá traduzido mais de 3000 poemas.
Como criador, foi um autor prolífico, publicando numerosas obras dramáticas e cerca de oitenta volumes de verso, para além de vários ensaios críticos. O estilo de Vrchlický é muito próximo do predominantes entre os autores franceses seus contemporâneos, com claras características de parnasianismo, caracterizada por um lirismo acentuado do verso e o uso tecnicista dos vocábulos. Declarava-se aluno da escola de poesia de Victor Hugo e Leconte de Lisle, no lado francês, e de Giosuè Carducci, do lado italiano.
A sua obra é considerada de grande importância na evolução das literaturas checa e eslovaca, tendo contribuído para o avanço das correntes poéticas do século XX e da actualidade, renunciando aos modelos românticos até então dominantes. As suas obras completas foram publicadas pelo editor Jan Otto em 65 tomos.

## Obras principais
Lírica
- Legenda o sv. Prokopu (Lenda de São Procópio; 1879)
- Zlomky Epopeje (Baladas camponesas; 1886)

Drama
- Bar Kochba (1897)

Libretos
- Svatá Ludmila (Santa Ludmila) Ópera espiritualista (em colaboração com Václav Juda Novotný). Música (1901): Antonín Dvořák. UA 1901
- Armida. Ópera. Música (1902/03): Antonín Dvořák. UA 1904